# Neuenhagen (Kalkhorst)
 Neuenhagen  ist ein Ortsteil der Gemeinde Kalkhorst im Landkreis Nordwestmecklenburg in Mecklenburg-Vorpommern.

## Geografie und Verkehrsanbindung
Neuenhagen liegt südwestlich des Kernortes Kalkhorst an der Straße nach Harkensee und am Katzbach, einem rechten Nebenfluss der Harkenbäk. Die Landesstraße L 01 verläuft östlich. Die Entfernung zur Ostsee in nordwestlicher Richtung beträgt etwa drei km. Westlich vom Ort erstreckt sich das 580 ha große Naturschutzgebiet Küstenlandschaft zwischen Priwall und Barendorf mit Harkenbäkniederung.

## Sehenswürdigkeiten
In der Liste der Baudenkmale in Kalkhorst sind für Neuenhagen drei Baudenkmale aufgeführt:
- Gutshaus mit Park und Pumpenhaus, ein zweigeschossiger verputzter, sanierter Fachwerkbau vom 16. Jahrhundert, der im 20. Jahrhundert umgebaut wurde (Am Park 2)
- Scheune (Neuenhagen Nr. 8, Straße nach Harkensee)
- Bauernhof mit Hallenhaus, Scheune, Backsteinstallgebäude, Nebengebäude und Backhaus (Neuenhagen Nr. 7, Straße nach Harkensee)